# Vladimir Arnold
Vladimir Igorjevič Arnold (ruski: Владимир Игоревич Арнольд) (Odesa, 12. lipnja 1937. – Pariz, 3. lipnja 2010.) ruski je matematičar
Studirao je na Moskovskom državnom sveučilištu Lomonosov, na kojem je kasnije dugi niz godina i radio. Bio je student Kolmogorova.
Arnold je najpoznatiji po KAM teoremu (Kolmogorov–Arnold–Moser teorem) o stabilnosti integrabilnoga hamiltonskoga sustava.
Još kao student 1957., pokazao je, da se svaka neprekidna funkcija od nekoliko varijabli može konstruirati realnim brojem funkcije dviju varijable i time djelomično riješio Hilbertov 13. problem za rješavanje jednadžbe 7. razine s funkcijama dviju varijable: {\displaystyle x^{7}+ax^{3}+bx^{2}+cx+1=0}
Vladimir Arnold je pridonio značajnim dostignućima u područjima kao što su: dinamička teorija sustava, teorija katastrofa, topologija, algebarska geometrija, klasična mehanika i teorija singularnosti.
Primio je brojne znanstvene nagrade. Bio je član ruske, francuske i američke akademije znanosti.
Radio je i na Sveučilištu Dauphine u Parizu. Godine 2006., prema istraživanju bio je najcitiraniji ruski znanstvenik u znanstvenim publikacijama.
Po njemu je nazvan asteroid 10031 Vladarnolda.
Bio je poznat po humoru. Njegova najpoznatija izreka je: "Glup čovjek može postaviti takva pitanja na koje ni sto pametnih ne zna dati odgovor."